# 第五代波特蘭公爵約翰·本廷克
約翰·本廷克（英語：John Bentinck，1800年9月12日—1879年12月6日），全名威廉·約翰·卡文迪許-史考特-本廷克（William John Cavendish-Scott-Bentinck），第五代波特蘭公爵（參見波特蘭伯爵），1824年至1854年期间称蒂奇菲尔德侯爵（Marquess of Titchfield），英国贵族和政治家，1846—1847年以他为首的保护关税派反对罗伯特·皮尔首相奉行的自由贸易政策。他喜欢住在隐蔽的地方，他在诺丁汉郡北部克伦伯公园（Clumber Park）附近的庄园有個專屬他的地下迷宫。
第四代波特蘭公爵之子。曾在陆军服役。1882年进入下院。最初为稳健的辉格党人，1829年投票赞成天主教徒拥有选举权，并赞成1832年《改革法案》。但后来日趋保守。1846年当皮尔首相宣布赞成自由贸易和反对《谷物法》时，他成为保护贸易派的首领。除关税问题外，他在一些观点上也与他的大多数同僚格格不入，如他曾支持一项取消对犹太人在政治上的限制的法案，结果辞去保护关税派领袖的职务。
1879年12月6日在伦敦的住所哈科特庄园（Harcourt House）去世，葬于伦敦北部肯萨尔格林公墓（Kensal Green Cemetery，又名绿色公墓）。他与他弟弟亨利·威廉死后都无男性继承人，波特兰公爵的头衔由堂弟威廉·卡文迪许-本廷克承袭。

## 在流行文化中
- R·奥斯丁·弗里曼的1932年的犯罪小说桑戴克医生（Dr. Thorndyke）中Dr. Thorndyke Intervenes (1933)以他为原型.
- 1997年，米克·杰克逊 出版介绍他生平的小说地下人（The Underground Man），入围的布克奖.
- 比尔·布莱森在访问维尔贝克修道院时在旅游书Notes from a Small Island中讨论了他的一些细节.

## 头衔
- 约翰·本廷克勋爵（Lord John Bentinck） (1800–1824)
- 威廉·卡文迪许-斯科特-本廷克，蒂奇菲尔德侯爵（William Cavendish-Scott-Bentinck, Marquess of Titchfield） (1824–1854)
- 威廉·卡文迪许-斯科特-本廷克，第五代波特兰公爵 (1854–1879)